# Polyrhachis sexspinosa
Polyrhachis sexspinosa är en myrart som först beskrevs av Pierre André Latreille 1802.  Polyrhachis sexspinosa ingår i släktet Polyrhachis och familjen myror. Inga underarter finns listade i Catalogue of Life.